# Truckee Meadows

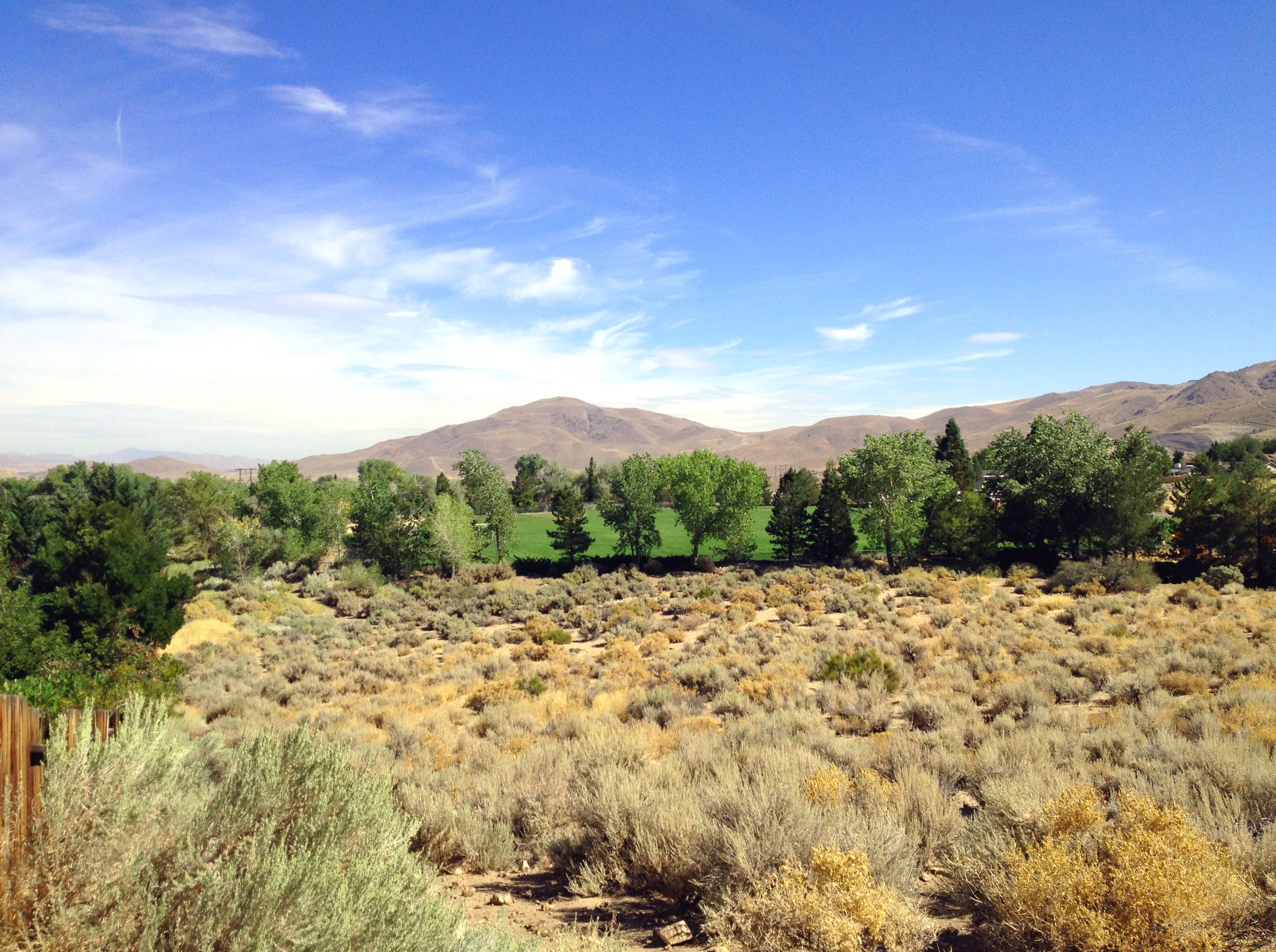
Truckee Meadows como se ve desde la base de Virginia Highlands, mirando hacia el norte en dirección a Rattlesnake Mountain

Truckee Meadows es un valle del norte de Nevada, llamado así por la corriente de agua que lo recorre, el río Truckee. El término también se usa coloquialmente para designar el área metropolitana de Reno–Sparks, aunque incluye algunas zonas situadas fuera del propio valle.

## Ubicación
Según el USGS, Truckee Meadows pertenece a una serie de cuencas de orientación norte-sur delimitadas por la Sierra Nevada, situada en el borde occidental de la Gran Cuenca. Cubre aproximadamente 245 km² en el oeste de Nevada. Limita al oeste con la cordillera Carson, al este con la cordillera Virginia y con las Pine Nut Mountains, al sur con las Steamboat hills, y con Peavine Peak al norte. El Steamboat Creek es el principal afluente que abastece al río Truckee. Este arroyo fluye hacia el norte a través del Steamboat Valley, que se considera parte de Truckee Meadows. El Spanish Springs Valley también drena en el área de Truckee Meadows desde el norte.

## Uso coloquial

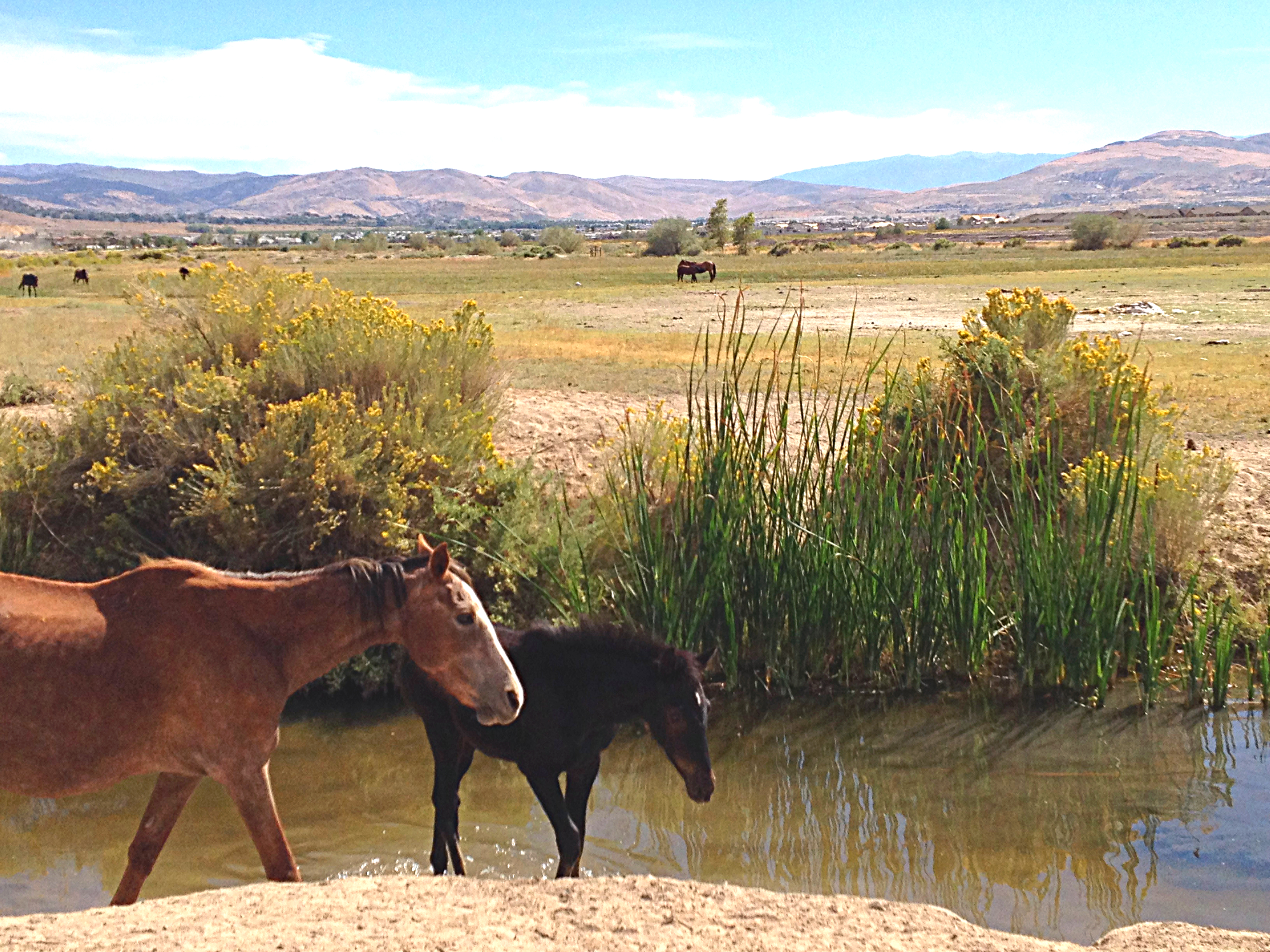
Mustangs en Truckee Meadows.
La foto fue tomada justo antes de que esta porción del valle se desarrollara urbanísticamente

La denominación Truckee Meadows se ha asociado habitualmente con el área metropolitana de Reno–Sparks. Sin embargo, la definición oficial del área metropolitana se corresponde con un ámbito mayor, que incluye la totalidad de los condados de Washoe y de Storey. Varios suburbios de Reno están ubicados en valles separados, incluidos Lemmon Valley, Golden Valley, Sun Valley, Cold Springs Valley y Washoe Valley.

## Flora
En la zona del Steamboat Creek de Truckee Meadow, entre las plantas más comunes figuran hierbas exuberantes como el centeno salvaje (Leymus cinereus) y la totora (Scirpus sp.). La vegetación ribereña de las praderas incluye álamos (Populus trichocarpa), especies de sauce (Salis sp.) y bayas de toro (Shepherdia argentea). En los márgenes de los valles elevados y con mejor drenaje crece la típica zona de hierba de artemisa. Las plantas comunes en este hábitat son las propias artemisas (Artemisia tridentate), el rabo de conejo (chrysothamnus sp.), el árbol de la grasa (Sarcobatus vermiculatus), la hierba de caballo (Tetradymia glabrata), y el lúpulo espinoso (Grayia spinosa). Las hierbas comunes con espigas incluyen el pasto de trigo (Agropyron spicatum), el pasto azul (Poa sp.), el gran centeno salvaje (Elymus cinereaus), la hierba de arroz indio (Achnatherum hymenoides), la cola de ardilla (Sitanion hystrix), y el pasto de aguja (Stipa comate).

## Historia

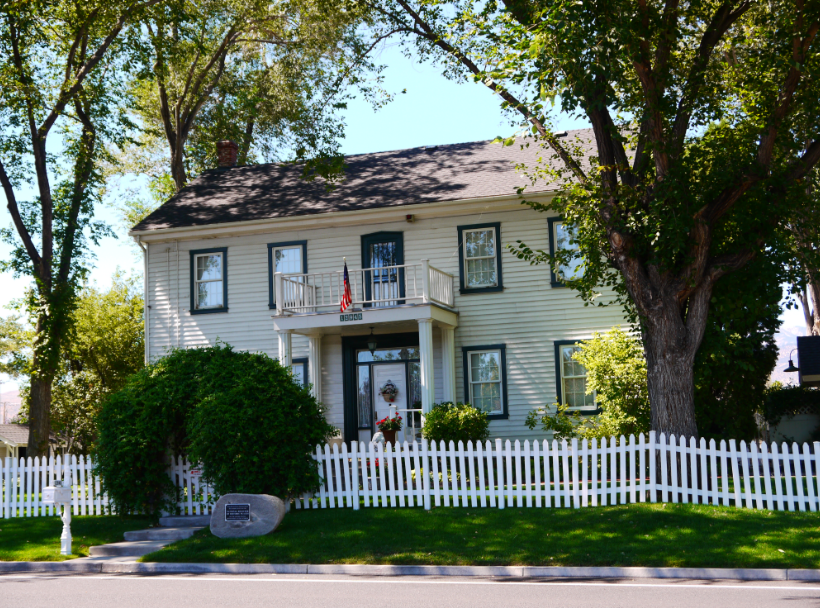
Casa del Rancho Damonte, construida a mediados del. Está incluida en el Registro Nacional de Lugares Históricos

Esta área contiene evidencia arqueológica de ocupación humana aborigen.
En 1857, el ranchero Peleg Brown, nacido en Rhode Island, llegó a Truckee Meadows con su hermano Joshua. Los dos hermanos introdujeron la alfalfa en el área y construyeron su casa (denominada Damonte Ranch House) que aún sigue en pie. La casa figura en la lista del Registro Nacional de Lugares Históricos, lo que hizo que el Departamento de Transporte de Nevada desviase la construcción de la autopista U.S. Highway 395 alrededor de la propiedad para preservar la casa y el rancho.

## Geología
La Formación Truckee, es el depósito más antiguo del valle, y aporta muy poca agua a los pozos. La mayor parte de la descarga de agua es por evapotranspiración y por filtración en zanjas y arroyos. El poco caudal de agua que fluye en la zona es inadecuado para muchos usos debido a su mala calidad química. En el área de Steamboat Springs mana agua caliente, con altas concentraciones de cloruros y sólidos disueltos. Las áreas de drenaje de agua contienen depósitos de sales, y el agua subterránea en áreas de rocas lixiviadas contiene altas concentraciones de sulfatos y sólidos disueltos.